# Buenos días, Madrid
Buenos días, Madrid s un programa televisiu-radiofònic matinal, que s'emet de dilluns a divendres en Telemadrid, on és presentat per Ricardo Altable i Isabel González mentre que a Onda Madrid, és presentat per Juan Pablo Colmenarejo i Ely del Valle.

## Format
L'espai s'emet de 7.00 a 11.30 en Telemadrid conduït per Ricardo Altable i Isabel Gónzalez i a Onda Madrid presentat i dirigit per Juan Pablo Colmenarejo i Ely del Valle. A Onda Madrid de 6.00 a 10.00 del matí és presentat per Juan Pablo Colmenarejo i de 10.05 a 13.00 per Ely del Valle.
En la seva versió televisiva, el format compta amb connexions amb més reporters distribuïts en directe per tota la comunitat per a fer un programa pròxim al ciutadà i atent a les demandes dels espectadors.
El programa s'estructura en tres grans blocs. El primer, fins a les 8.30 és un contenidor d'actualitat i informació de servei públic, amb l'última hora de les carreteres, el Metre, els Rodalia i el temps, al costat d'altres continguts informatius d'última hora. A més, té butlletins informatius actualitzats a les 7.00, 7.30, 8.00, 9.00 i 10.00 del matí.
De 8.30 a 10.30 és l'espai per a la tertúlia i les entrevistes.
Els periodistes Cristina Fallarás i Alfonso Merlos protagonitzen diàriament la secció La réplica, en la qual tots dos s'enfronten i debaten, amb dues visions diametralment oposades, sobre els temes d'actualitat de cada jornada.
En l'última franja del programa, fins a les 11.30, es dona rellevància a la crònica de successos i hi ha també taula de crònica social amb grans signatures de la premsa rosa: María Eugenia Yagüe, Consuelo Font, Eduardo Verbo, Nacho Gay i Jaime Peñafiel. A més, la periodista Amalia Enríquez és l'encarregada de les entrevistes en profunditat a les celebrities.
Entre els col·laboradors estan també el presentador Luis Quevedo i el cap de l'àrea de salut de Radio Televisión Madrid Alipio Gutiérrez, que té una secció sobre salud.

## Història
Buenos días, Madrid va néixer el 1994 com a informatiu televisiu matinal. Des de l'any 2000 fins a 2002 va ser conduït per Alipio Gutiérrez i Inma Aguilar.
En 2002 Alipio Gutiérrez va assumir la direcció del programa i el va acompanyar en la presentació Begoña Tormo. En juliol de 2008 Alipio va marxar de Telemadrid per a dirigir el ja extint Esta mañana a La 1 i li va substituir Jota Abril. Al setembre de 2010 Begoña Tormo va abandonar la primera línia del programa i va ser substituïda per Isabel Gónzalez. El setembre de 2011 Jota Abril va deixar el magazín per a fer-se càrrec de la presentació de Telenoticias 1 en la mateixa cadena. Des d'aquest moment el programa va estar presentat per Mercedes Landete i Isabel González. Al desembre de 2012 va finalitzar la primera etapa de 18 anys a la queal va succeir una aturada de més de 4 anys i mig.
L'11 de setembre de 2017 el programa va tornar a Onda Madrid de la mà d'Alipio Gutiérrez i Begoña Tormo.
A la setmana següent, el 18 de setembre de 2017, el reconegut magazín televisiu també va tornar a Telemadrid amb Santi Acosta, Marta Landín i Cristina Ortega. Des del 21 de maig a l'1 de juny de 2018 Santi Acosta va ser apartat del programa i va deixar d'aparèixer-hi de manera definitiva el 22 de juny de 2018. Entre el 25 de juny i el 7 de setembre de 2018 Valentín Ortega es va fer càrrec del programa juntament amb Cristina Ortega i Marta Landín.
Des del 3 de setembre de 2018 el programa a Onda Madrid el condueixen Juan Pablo Colmenarejo i Ely del Valle.
A partir del 10 de setembre de 2018 el programa en Telemadrid és presentat per Ricardo Altable i Verónica Sanz. Al setembre de 2019 Verónica Sanz abandona l'espai per a copresentar La Sexta noche i és substituïda per Isabel Gónzalez.
El programa ha servit com a pedrera i trampolí televisiu, per a diverses cares conegudes, com: Roberto Brasero, actualment en Antena 3; Edurne Arbeloa; David Moreno; Esther Nguema, Saúl Montes o Noelia Jiménez.

## Reconeixements
Premis Iris
| Any  | Categoria                            | Resultat  |
| ---- | ------------------------------------ | --------- |
| 2003 | Millor programa informatiu autonòmic | Nominat   |
| 2004 | Millor programa informatiu autonòmic | Guanyador |
| 2005 | Millor programa informatiu autonòmic | Nominat   |